# Nemaha (Iowa)
Nemaha és una població dels Estats Units a l'estat d'Iowa. Segons el cens del 2000 tenia 102 habitants.

## Demografia
Segons el cens del 2000, Nemaha tenia 102 habitants, 42 habitatges, i 25 famílies. La densitat de població era de 246,1 habitants/km².
Dels 42 habitatges en un 35,7% hi vivien nens de menys de 18 anys, en un 54,8% hi vivien parelles casades, en un 4,8% dones solteres, i en un 38,1% no eren unitats familiars. En el 28,6% dels habitatges hi vivien persones soles el 9,5% de les quals corresponia a persones de 65 anys o més que vivien soles. El nombre mitjà de persones vivint en cada habitatge era de 2,43 i el nombre mitjà de persones que vivien en cada família era de 3,08.
Per edats la població es repartia de la següent manera: un 26,5% tenia menys de 18 anys, un 7,8% entre 18 i 24, un 27,5% entre 25 i 44, un 24,5% de 45 a 60 i un 13,7% 65 anys o més.
L'edat mediana era de 38 anys. Per cada 100 dones de 18 o més anys hi havia 120,6 homes.
La renda mediana per habitatge era de 27.708 $ i la renda mediana per família de 31.250 $. Els homes tenien una renda mediana de 21.250 $ mentre que les dones 28.125 $. La renda per capita de la població era d'11.997 $. Entorn del 8,3% de les famílies i el 9,5% de la població estaven per davall del llindar de pobresa.

## Poblacions més properes
El següent diagrama mostra les poblacions més properes.